# Křinec (nádraží)
Křinec je železniční stanice ve východní části stejnojmenného městysu v okrese Nymburk v Středočeském kraji oddělená od zbytku sídla říčkou Mrlinou. Leží na neelektrizovaných jednokolejných tratích Nymburk – Jičín a Chlumec nad Cidlinou – Křinec.

## Historie
Stanice byla otevřena 15. listopadu 1881 na trati vlastněné soukromou společností České obchodní dráhy (BCB) propojením Velelib na trase z Nymburka do Mladé Boleslavi a již postavené odbočné trati z Chlumce nad Cidlinou do Jičína v majetku společnosti Rakouská severozápadní dráha (ÖNWB). Následujícího roku byla trať prodloužena dále do Městce Králové, čímž se křinecké nádraží stalo odbočnou stanicí. Vystavěno zde bylo také nákladové nádraží a lokomotivní vodárna. Z hospodářské podstaty regionu sloužila trať především k nákladní obsluze cukrovarského průmyslu.
Na přelomu let 1882-1883 de facto převzala řízení BCB společnost Rakouská společnost státní dráhy (StEG) a 26. srpna 1883 propojila přemostěním trati Vídeň-Berlín, provozovanou ÖNWB, v Nymburce celý úsek s tratí do Poříčan na polabské železnici z roku 1845 z Prahy do Olomouce. Na trati byla zřízena nová provozní budova, stanice Nymburk město.
Po zestátnění některých společností v Rakousku-Uhersku v roce 1908 pak obsluhovala stanici jedna společnost, Císařsko-královské státní dráhy (kkStB), po roce 1918 pak správu přebraly Československé státní dráhy.

## Popis
Nachází se zde tři úrovňová nástupiště, k příchodu k vlakům slouží přechod přes koleje. Na stanici jsou napojeny dvě vlečky, na každém zhlaví jedna.